# أبو خويمة (بصية)
أبو خويمة منطقة عراقية وتلّ، في ناحية بصية في قضاء السلمان في محافظة المثنى بصحراء الدبدبة بالبادية العراقية أقصى جنوب العراق، فيها مخلفات حربية وألغام لا تزال تُباغت رعاة الأغنام، وفي أرضها احتياطيات نفط كبيرة، وبها حقل أبو خويمة، البُعد 17 كيلومتراً بينه وحدود الكويت، و19 كيلومتراً بينه وبين حدود السعودية.

## حوادث
- في 1929: قال مفتش شرطة البادية العراقية كلوب باشا في كتابه (حرب في الصحراء) "ذهبتُ على وجه السرعة إلى أبو خويمة وقابلتُ ابن مشهور وحذرتُهُ وطلبتُ منه مغادرة العراق وأجابني بأنه يفضل أن تقتله الحكومة العراقية وليس ابن سعود وأضاف قائلاً إنه إذا كان لا بد له من أن يموت فإنه يتوسل إلى الحكومة بأن تصدر أوامرها للعربات المدرعة بإطلاق النيران عليه وعلى جماعته في الحال...ونظرأ إلى رفض ابن مشهور التحرك من مكانه، تمّ تجريده من أسلحته هو وجماعته في 23 كانون الأول عام 1929، كان هو وأتباعه الستون الذي لا يزالون معه من قبيلة الرولة التي عدتها الحكومتان العراقية والبريطانية من رعايا سورية، وطبقاً لذلك اتخذ قرار أن التعهد لابن سعود بعدم منح المتمردين من رعاياه حق اللجوء إلى العراق لا يشملهم...ومن ناحية أخرى وخلافاً لكثير من رجال مطير والعجمان يبدو أنه تأثر تأثراً حقيقياً بتعصب الوهابية، وفي أبو خويمة حاولَ التأثير في رجال شرطة الصحراء بإلقاء خطبة دينية عليهم إلا أنه بدأ خطبته قائلاً (قبل ثلاث سنوات كنتُ مثلكم مشركاً....) وقُوبلَت خطبته بقليل من التعاطف".[4] أذنت الحكومة العراقية منذئذٍ لابن مشهور في الإقامة في بصية حتى يوم 22 و23 شباط سنة 1930 إذ أصدر الملك عبد العزيز في مؤتمر لوبن عفواً عن ابن مشهور الذي كان لاجئاً بالعراق فأطلقت حكومة العراق سراحه.[5]